# Bożena Kostek
Bożena Kostek (ur. 3 stycznia 1959) – polska profesor nauk technicznych, specjalizująca się w zagadnieniach z zakresu telekomunikacji, inżynierii dźwięku, informatyki oraz elektroniki. Członek korespondent Polskiej Akademii Nauk od 2013 roku. Kierownik Laboratorium Akustyki Fonicznej na Wydziale Elektroniki, Telekomunikacji i Informatyki Politechniki Gdańskiej. Była zatrudniona na stanowisku docenta/prof. w Instytucie Fizjologii i Patologii Słuchu. Jest również członkiem o statusie Fellow w Audio Engineering Society oraz Acoustical Soc. of Am., członkiem IEEE (senior member), Rough Set Society (senior member), Polskiego Towarzystwa Akustycznego.
Doktoryzowała się w 1992 roku na Politechnice Gdańskiej na podstawie pracy pt. Komputerowe sterowanie trakturą a jakość instrumentu organowego. Habilitację uzyskała w 2000 roku w Instytucie Badań Systemowych PAN na podstawie pracy Soft Computing in Acoustics. Applications of Neural Networks, Fuzzy Logic and Rough Sets to Musical Acoustics. Stypendystka Rządu Francji (studia – DEA – Uniwersytet Paula Sabatiera w Tuluzie).
Tytuł profesora nauk technicznych nadano jej w 2005 roku.

## Nagrody i wyróżnienia
Uhonorowana m.in.:
- Zespołową Pierwszą Nagrodą Prezesa Rady Ministrów za osiągnięcia naukowo-techniczne (2014),
- Nagrodą Prezesa Rady Ministrów (2000),
- Nagrodą Wydziału IV PAN (2005),
- Zespołową Nagrodą Prix Galien „Innowacyjny wyrób medyczny” (2015),
- Zespołową główną nagrodą Ministra Nauki i Szkolnictwa Wyższego „Wynalazek Roku 2013”,
- Nagrodami Ministra Nauki i Szkolnictwa Wyższego (trzykrotnie – 2006, 2007, 2010),
- Pucharem Ministra Nauki i Informatyzacji za międzynarodowe osiągnięcia wynalazcze,
- Wyróżnieniami i medalami Ministra Nauki i Informatyzacji (dwukrotnie – 2002, 2003),
- Nagrodą Ministra Zdrowia (2001),
- „Oskarem Nauki” Przewodniczącego Komitetu Badań Naukowych,
- Nagrodą Grand Prix Premiera Rządu Walonii,
- Złotymi i Srebrnymi medalami na konkursie Eureka oraz wystawach europejskich Foire de Paris i Concours Lepine, 5 Międzynarodowej Wystawie Wynalazków INNOWACJE 2003
- Nagrodą Międzynarodowych Targów Poznańskich,
- Krzyżem Kawalerskim Orderu Odrodzenia Polski (2011)[5],
- Srebrnym Krzyżem Zasługi (2002)[6],
- Medalem Komisji Edukacji Narodowej (2001),
- Tytułem Fellow Audio Engineering Society (2010),
- AES Citation Award (2013),
- AES Board of Governors Award (2015)

- Otrzymała również 31 Nagród Politechniki Gdańskiej.,
- Nagroda Distinguished Service Medal Award, przyznana przez towarzystwo naukowe Audio Engineering Society (2021)